# Борьба на летних Олимпийских играх 1912
На летних Олимпийских играх 1912 года проводились соревнования только по греко-римской борьбе.
Интересной особенностью данных соревнований было то, в весе до 82,5 кг не было выявлено победителя. Согласно правилам, золотая медаль вручалась победителю финального матча, однако финальная схватка  продлилась 9 часов, после чего была объявлена ничья. В итоге было решено вручить обоим участникам серебряные медали.

## Общий медальный зачёт
| Место | Страна    | Золото | Серебро | Бронза | Всего |
| ----- | --------- | ------ | ------- | ------ | ----- |
| 1     | Финляндия | 3      | 2       | 2      | 7     |
| 2     | Швеция    | 1      | 2       | 1      | 4     |
| 3     | Германия  | 0      | 1       | 0      | 1     |
| 3     | Россия    | 0      | 1       | 0      | 1     |
| 5     | Дания     | 0      | 0       | 1      | 1     |
| 5     | Венгрия   | 0      | 0       | 1      | 1     |

## Медалисты

### Греко-римская борьба
| Категория     | Золото                   | Серебро                  | Бронза                      |
| ------------- | ------------------------ | ------------------------ | --------------------------- |
| до 60 кг      | Каарло Коскело Финляндия | Георг Герштакер Германия | Отто Ласанен Финляндия      |
| до 67,5 кг    | Эмиль Вяре Финляндия     | Густаф Мальмстрём Швеция | Эдвин Матиассон Швеция      |
| до 75 кг      | Клас Юханссон Швеция     | Мартин Клейн Россия      | Альфред Асикайнен Финляндия |
| до 82,5 кг    | не присуждалась          | Андерс Альгрен Швеция    | Бела Варга Венгрия          |
| до 82,5 кг    | не присуждалась          | Ивар Бёхлинг Финляндия   | Бела Варга Венгрия          |
| свыше 82,5 кг | Юрьё Саарела Финляндия   | Йохан Олин Финляндия     | Сёрен Маринус Йенсен Дания  |